# Acinus
Acinus (plural acini) är en bärformad gruppering av celler i exokrina körtlar som avsöndrar sekret. Samma bärformade grupperingar finns i alveoler i de yttersta luftvägsgrenarna bronkiolerna i lungorna.